# حسین ملک‌المعالی
شیخ حسین ملک‌المعالی از روحانیون و مدرسین صاحب نام رشت بود که در ۲۵ ذیحجه ۱۳۲۵ (بهمن ۱۲۸۶) به عنوان نماینده رشت  وارد دوره اول مجلس شورای ملی شد. البته نمایندگی او چند ماه بیشتر طول نکشید و با به توپ بسته شدن مجلس شورای ملی در سال ۱۳۲۶ ه‍.ق به پایان رسید. نامبرده مدتی هم رئیس معارف گیلان بود.